# Teodora Genczowska
Teodora Dimitrowa Genczowska, bułg. Теодора Димитрова Генчовска (ur. 23 maja 1971 w Pawlikeni) – bułgarska urzędniczka państwowa, od 2021 do 2022 minister spraw zagranicznych.

## Życiorys
Ukończyła historię na Uniwersytecie Sofijskim im. św. Klemensa z Ochrydy, następnie studiowała na Akademii Wojskowej im. Georgiego Rakowskiego. Kształciła się na kursach prowadzonych przez NATO w Niemczech i Włoszech, szkoliła się również w Wielkiej Brytanii i USA. Pracę zawodową rozpoczęła w sztabie generalnym bułgarskich sił zbrojnych. W strukturze resortu obrony doszła do stanowiska dyrektora departamentu ds. NATO i UE. Była także doradczynią ds. obronności w stałych przedstawicielstwach Bułgarii przy UE oraz przy NATO. Uczestniczyła w delegacjach rządowych na kilka kolejnych szczytów Organizacji Traktatu Północnoatlantyckiego. Pracowała jako główna specjalistka w administracji prezydenta Rumena Radewa, z której odeszła w 2021. W tym samym roku partia Jest Taki Lud wysuwała jej kandydaturę na urząd ministra obrony.
W grudniu 2021 z rekomendacji tego ugrupowania objęła stanowisko ministra spraw zagranicznych w nowo utworzonym rządzie Kiriła Petkowa. Zakończyła urzędowanie wraz z całym gabinetem w sierpniu 2022.